# پیسچیناس
پیسچیناس (به ایتالیایی: Piscinas) یک کومونه در ایتالیا است که در استان کاربونیا-ایگلسیاس واقع شده‌است. پیسچیناس ۱۴٫۰ کیلومتر مربع مساحت و ۹۰۰ نفر جمعیت دارد.